# Stała słoneczna

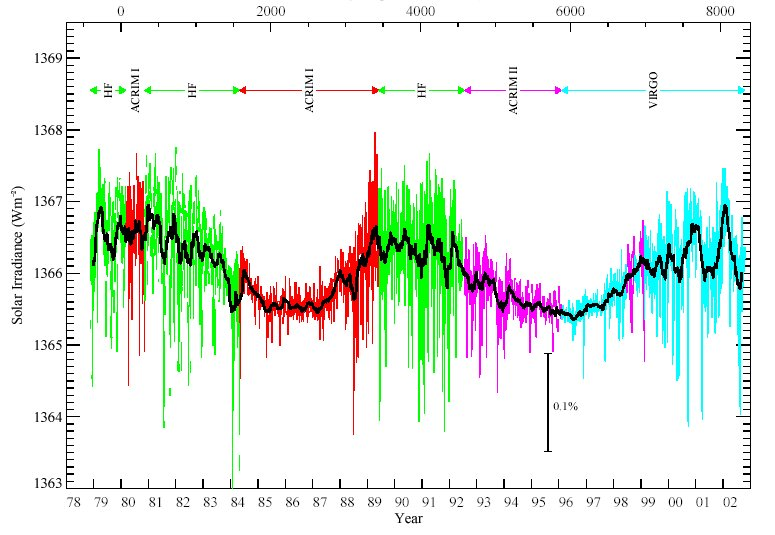
Zmienność stałej słonecznej w cyklu 11-letnim, dane satelitarne z lat 1978–2003. Pomiary różnych satelitów zostały przedstawione w odmiennych kolorach.

Stała słoneczna (całkowita irradiancja słoneczna) – całkowita energia, jaką promieniowanie słoneczne przenosi w jednostce czasu przez jednostkową powierzchnię ustawioną prostopadle do promieniowania w średniej odległości Ziemi od Słońca (1 j.a.) przed wejściem promieniowania do atmosfery. Ze względu na zmiany w czasie stałej słonecznej właściwszą nazwą jest „całkowita irradiancja Słońca” (ang. Total Solar Irradiance – TSI). Obecnie stałą słoneczną mierzy się za pomocą pomiarów satelitarnych, dzięki czemu omija się wpływ atmosfery na otrzymane wyniki. Średnia wartość stałej słonecznej, zmierzona przez eksperyment SORCE, wynosi 1361 W/m².
Bezpośrednie promieniowanie słoneczne jest pochłaniane i rozpraszane w atmosferze przez aerozole, hydrometeory oraz cząsteczki gazów. Z tego względu pomiar stałej słonecznej na powierzchni Ziemi jest trudny, gdyż musi uwzględniać opisany wyżej wpływ atmosfery. Istnieje jednak metoda pomiaru stałej słonecznej z powierzchni Ziemi oparta na tzw. metodzie Langleya (patrz: sekcja Historia pomiaru stałej słonecznej).
Stałą słoneczną można również definiować dla innych odległości od Słońca, np. dla poszczególnych planet. Na średniej odległości Merkurego od Słońca stała ta wynosi 9937 W/m², a dla Neptuna zaledwie 1,5 W/m².
Stała słoneczna nie jest w dosłownym sensie stałą. Promieniowanie słoneczne zmienia się w cyklu około 11-letnim, związanym z aktywnością słońca, a zmiany wynoszą około 0,1% wartości promieniowania całkowitego, tj. ok. 1 W/m², co przekłada się na wahania temperatury troposfery o około 0,1 K. Dla porównania składnik antropogeniczny netto wymuszania radiacyjnego wynosi 1,6 W/m² (od 0,6 do 2,4 W/m²). Około 30% zmiany stałej słonecznej pochodzi od fluktuacji promieniowania w ultrafiolecie (< 300 nm), a pozostałe 70% od zmian w promieniowaniu widzialnym i podczerwonym. Natomiast 27-dniowy cykl związany z obrotem Słońca powoduje zmiany około 0,2%. Pomiary te wykonane zostały przez satelity po 1978 roku, a wyniki wskazują na mniejsze zmiany niż uprzednie oceny, które musiały uwzględniać poprawki atmosferyczne.

## Historia pomiaru stałej słonecznej
Pierwsza definicja stałej słonecznej wykorzystywała fakt, że promieniowanie słoneczne ogrzewa powierzchnię na jaką pada. Stała słoneczna była zdefiniowana jako zmiana temperatury jednego grama wody, wówczas ciepło mierzono w kaloriach, ogrzewanego przez otwór 1 cm², przez promienie słońca padające prostopadle do powierzchni, w czasie 1 minuty i umieszczonego w przestrzeni poza Ziemią. Pierwsze eksperymenty (na ziemi) zapoczątkował w 1835 roku Claude Pouilett i John Herschel. Eksperymenty były kontynuowane przez Forbesa, Crova, Violle, Radau, Samuela Pierponta Langleya, Knuta Johana Ångströma, Chwolsona, W.A. Michelsona, Rizzo, Hanskego, Schneidera i innych. Wyniki zawierały się w granicach 1,76–3,4 kalorii na centymetr kwadratowy na minutę (nie uwzględniając błędnego pomiaru Ångströma z 1890 roku). Pomiary stałej słonecznej obarczone były błędami związanymi z pomiarem ilości ciepła oraz wpływem atmosfery.

### Instrumenty
Duże różnice w pomiarze stałej słonecznej spowodowały stały rozwój aparatury pomiarowej. Około roku 1835 Pouilett wynalazł instrument nazwany pyrheliometrem, używany do pomiaru stałej słonecznej. Instrument ten wykorzystywał początkowo zbiornik wody podgrzewany przez padające promienie słońca. W Smithsonian Astrophysical Observatory instrument ten został zmodyfikowany i zbiornik wody został zastąpiony srebrnym dyskiem. Problem z tego typu pomiarem polegał na tym, że zarówno srebrny dysk, jak i powierzchnia wody nie absorbowały całkowicie padającego promieniowania. Wobec tego w 1894 roku Albert Abraham Michelson opracował pyrheliometr wykorzystujący spostrzeżenie Gustawa Kirchhoffa, że wnętrze cylindra powinno absorbować idealnie promieniowanie (patrz ciało doskonale czarne). Pusty cylinder otoczony był mieszaniną wody i lodu, a ogrzewanie słoneczne mierzone było na podstawie ilości stopionego lodu. Niezależnie, około 1904 roku, podobny instrument skonstruował Charles Greeley Abbot, który wykorzystał przepływającą wodę do oceny ilości ciepła pobranego od promieniowania słonecznego.
Obecnie stosowanym instrumentem mierzącym irradiację Słońca jest pyranometr stosowany w meteorologii oraz klimatologii.

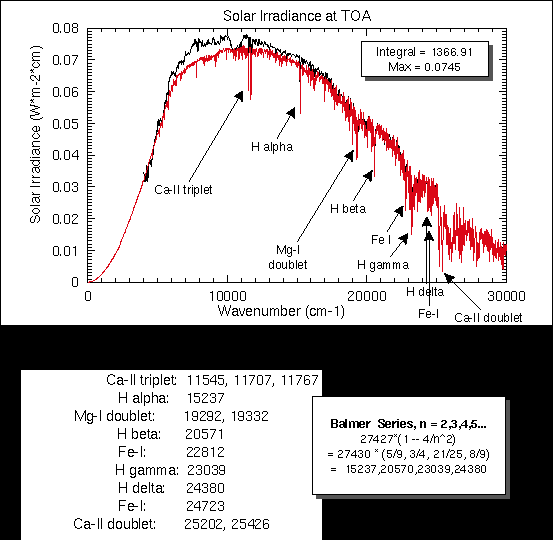
Natężenie promieniowania słonecznego w górnej warstwie ziemskiej atmosfery

### Poprawka atmosferyczna
Poprawka atmosferyczna wymagana do oceny stałej słonecznej z pomiarów na ziemi wykorzystuje prawo Lamberta-Beera, którzy około 1760 roku dowiedli, że transmitancja światła w jednorodnym ośrodku zanika wykładniczo. Pouillet zastosował wzór Bouguera do atmosfery ziemskiej. Następnie Radau i Langley pokazali, że prawo Bouguera stosuje się tylko do promieniowania monochromatycznego, podczas gdy promieniowanie słoneczne nie jest monochromatyczne.
Samuel Pierpont Langley, około roku 1880 wynalazł aparaturę i metodę do oceny promieniowania słonecznego przed wejściem do atmosfery za pomocą wielokrotnych pomiarów, przy różnych warunkach przejścia promieniowania przez atmosferę. Wynalazł też instrument nazwany bolometrem, w którym wykorzystał dwie płytki platynowe, osmolone sadzą, jedna z tych płytek oświetlana była przez promieniowanie słoneczne, druga pozostawała w cieniu, płytki były opornikami elektrycznymi. Różnicę temperatur, która była zależna od energii pochłoniętego promieniowania, wyznaczano poprzez pomiar różnicy oporów w układzie mostek Wheatstone’a. Bolometr Langleya mierzył widmo promieniowania słonecznego od około 0,3 mikrometrów do około 3,0 mikrometrów, był znacznie prostszy w obsłudze, a po wykalibrowaniu dokładniejszy od wcześniej stosowanych przyrządów.
Langley podjął próbę oceny natężenia promieniowania słonecznego, umieszczając aparaturę na szczycie Mount Whitney, a poprzez dokonywanie pomiarów o różnej porze dnia próbował uwzględnić wpływ pochłaniania i rozpraszania atmosfery. Otrzymana przez niego wartość stałej słonecznej 2903 W/m², jest nieprawidłowa prawdopodobnie z powodu błędów matematycznych lub niepoprawnej oceny ilości wydzielanego ciepła.
Ponieważ bolometr umożliwiał wyliczenie poprawki atmosferycznej w różnych długościach widma była to metoda umożliwiająca ocenę stałej słonecznej w przestrzeni kosmicznej, przed wejściem do atmosfery. Kombinacja bolometrycznej metody spektralnej z pomiarem pyrheliometrem umożliwiała dokładne wyznaczenie stałej słonecznej (Abbot, 1911). Jedne z pierwszych pomiarów stałej słonecznej zostały dokonane przez Abbota, Fowle’a, Aldricha, i Hoovera w Obserwatorium Astrofizycznym Smithsonian Institution za pomocą techniki bolometryczno-pyrheliometrycznej. W 1913 roku Abbot, Aldrich i Fowle skonstruowali Smithsonian Radiation Scale of 1913. Po 1922 roku pomiary były wykonywane w 40 pasmach dla długości fal mniejszych niż 0,35 mikrometra i większych niż 2,3 mikrometra (w celu oceny wpływu ozonu). Do lat 70. XX w. ich instrumenty i metodologia były wykorzystywane do wyznaczania stałej słonecznej.

### Pomiary satelitarne
Pierwsze pomiary satelitarne irradiancji Słońca zaczęto w latach 50. XX w. i w latach 60. osiągnęły one pewne sukcesy, m.in. zaobserwowano cały dysk słoneczny. W roku 1978 na satelicie Nimbus 7 rozpoczęto pierwsze nowoczesne pomiary z przestrzeni kosmicznej, które zrewolucjonizowały zrozumienie całkowitej irradiancji i jego związku z aktywnością Słońca.
Ze względu na pochłanianie światła w atmosferze ziemskiej współcześnie natężenie promieniowania słonecznego mierzy się za pomocą sztucznych satelitów. Nadal wykorzystuje się pomiary oparte na idei bolometru z tym, że stosuje się aktywną elektryczną metodę kompensacji temperatury w dwóch stożkowych wnękach, z których jedna przez krótki moment obserwuje Słońce, a druga jest izolowana od Słońca, może też być podgrzewana elektrycznie. Dzięki odpowiedniemu cyklowi obserwacji Słońca, stygnięcia oraz podgrzewania, można przyrząd skalibrować, uwzględniając wpływ energii z innych obszarów niż wnęki pomiarowe.
W roku 2006 pomiary energii całkowitego widma słonecznego były znacznie dokładniejsze niż pomiary widma Słońca (Gueymard, 2006). Doprowadziło to do sytuacji, w której pomiary widmowe i szerokopasmowe używane do wyznaczania stałej słonecznej są dokonywane całkowicie niezależnie.

#### Nowa wartość
Wyniki z satelitarnych pomiarów z eksperymentu SORCE są o 3–4 W/m² niższe niż wyniki innych pomiarów satelitarnych stałej słonecznej od roku 1978. W 2006 r. nie było wiadomo, dlaczego inne instrumenty pomiarowe dawały tak duże wartości w porównaniu z SORCE (źródło Greg Kopp). W roku 2010 ustalono przyczyny rozbieżności (problem z przyrządami kalibracyjnymi przy dawniejszych pomiarach) i ustalono najnowszą wartość stałej słonecznej na 1360,8 ± 0,5 W/m².

#### Program Glory
Program badawczy Glory miał na celu kontynuację badań stałej słonecznej od roku 2011, używając instrumentu Total Irradiance Monitor (TIM). Nowa wersja tego instrumentu miała dokładniej mierzyć absolutną wartość stałej słonecznej (Mishchenko, i inni, 2007), co umożliwiłoby wyjaśnienie zmian absolutnej wartości stałej słonecznej uzyskanej z pomiarów satelitarnych, związanych ze zmiennością plam na Słońcu oraz wyjaśnienie rozbieżności związanych z błędami pomiarowymi. Niestety, start w dniu 4 marca 2011 nie powiódł się i satelita nie osiągnął orbity.
Wyniki opublikowane w 2016 roku wskazują, iż wartość stałej słonecznej to 1361 W/m². Wartość irradiancji na górze atmosfery podczas minimum słonecznego to 1360,45 W/m². Wartość 1361 W/m² uznaje również obecnie World Radiation Center.

## Zmienność całkowitej irradiancji i wpływ na klimat

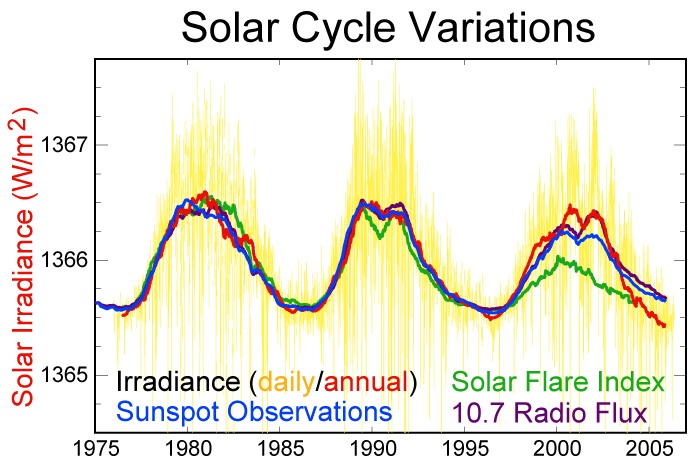
Wizualizacja Cykli Słonecznych, dane z lat 1975–2005. Widoczna korelacja dodatnia pomiędzy, obserwowaną liczbą plam słonecznych, indeksem rozbłysków, ogólnym strumieniem energii, a strumieniem fal radiowych F 10.7 cm.

Historia pomiaru stałej słonecznej ma niespełna dwustuletnią historię. Poglądy o wpływie zmian promieniowania słonecznego i aktywności słonecznej na zjawiska atmosferyczne wyrażano wielokrotnie. Hipotezy korelacji plam na Słońcu w cyklu 11 letnim ze zjawiskami meteorologicznymi dotyczą m.in. wpływu na pokrywę chmur i burze (Wilson, 1899) czy na zmiany w stratosferze nad Arktyką (van Loon i Labitzke, 1998). Po dokładniejszej analizie wiele z tych hipotez została odrzuconych (Salby i Shea, 1991).
Podobnie, korelacja pomiędzy stałą słoneczną i zmianami klimatycznymi na Ziemi jest tematem istotnych kontrowersji. Już w roku 1913 Charles Greeley Abbot twierdził, na podstawie pomiarów z Ziemi, że zmiany stałej słonecznej są istotnym powodem zmian klimatycznych na Ziemi. Uważał, że wieloletnie zmiany aktywności Słońca (cykl 11 letni) przyczyniają się do około 1% zmian całkowitej irradiacji.
Jego przeciwnikiem był m.in. Samuel Pierpont Langley, który wprowadził pojęcie „stała słoneczna”. Aż do lat 60. XX w. Abbot był zwolennikiem hipotezy, że plamy na Słońcu są głównym czynnikiem cyklicznych zmian klimatycznych i pomiary zmienności stałej słonecznej mogą się przyczynić do lepszego prognozowania pogody. Dopiero pomiary satelitarne prowadzone od 1978 roku dowiodły, że stała słoneczna zmienia się w mniejszym stopniu niż wieloletnie obserwacje Abbota, a jego wyniki można wytłumaczyć zmianami transmitancji w atmosferze spowodowanymi m.in. wybuchami wulkanicznymi i transportem zanieczyszczeń do stratosfery. Mimo to istnieją korelacje pomiędzy aktywnością Słońca i stałą słoneczną (Mishchenko, i inni, 2007).
Proste oszacowanie wpływu zmienności stałej słonecznej na klimat można przeprowadzić za pomocą stosunkowo prostych modeli. Np. na powierzchni Księżyca, który nie ma atmosfery, temperatura wynikająca z założenia równowagi pomiędzy dochodzącym promieniowaniem słonecznym a promieniowaniem cieplnym emitowanym przez powierzchnię Księżyca (zobacz ciało szare) prowadzi do wzoru:
{\displaystyle T={\left[{\frac {S(1-A)\cos(\theta )}{\epsilon \sigma }}\right]}^{1/4}}
gdzie {\displaystyle S} jest stałą słoneczną, {\displaystyle A} jest średnim albedo Księżyca uwzględniającym odbicie części promieniowania, {\displaystyle \sigma } jest stałą Stefana-Boltzmanna, {\displaystyle \epsilon } jest średnią emisyjnością, {\displaystyle \cos(\theta )} to kąt zenitalny Słońca.
Podobny model dla Ziemi prowadzi do następującego wzoru na średnią równowagową temperaturę Ziemi:
{\displaystyle T={\left[{\frac {S(1-A)}{4\sigma }}\right]}^{1/4}}
Złożoność zjawisk procesów wymiany energii w atmosferze sprawia, że wzór ten nie daje poprawnych wyników, chociaż może być użyty do oszacowania możliwych efektów.
Np. satelitarne pomiary zmian wartości stałej słonecznej dają wyniki w zakresie 0,1–0,2%, co odpowiada zmianie równowagowej temperatury Ziemi o około 0,2 °C. Obliczenia wpływu zmian stałej słonecznej wykonywane są też z pomocą dokładniejszych modeli klimatu, a wyniki odgrywają istotną rolę w ocenie efektu cieplarnianego.
Znając stałą słoneczną oraz rozmiar Ziemi, można obliczyć całkowitą moc, z jaką Słońce ogrzewa Ziemię: 1,740×1017 W. Znajomość odległości Ziemi od Słońca pozwala ze stałej słonecznej obliczyć całkowitą moc promieniowania emitowanego przez Słońce, która wynosi 3,86×1026 W, co odpowiada ubytkowi masy Słońca w tempie 4x109 kg/s.

## Inne związki klimatyczne

### Aktywność słoneczna (plamy na Słońcu)
W 2008 roku rozpoczął się nowy 24 cykl słoneczny, co oznacza okres mniejszej aktywności w cyklu. Cykl 24. okazał się znacznie spokojniejszy od poprzednika: w sierpniu 2008 po raz pierwszy od czerwca 1913 nie było plam na Słońcu przez więcej niż miesiąc, a cały rok miał największą liczbę dni czystego słońca (było 266 dni bez ani jednej plamy) od 50 lat. Okres bardzo niskiej aktywności trwał aż do czwartego kwartału 2009 r.
Rozbłysk z 23 lipca 2012 r. wywołał bardzo silną burzę magnetyczną, która jednak ominęła Ziemię.
Ocenia się, że liczba plam na słońcu ma minimalny wpływ na stałą słoneczną, ale wpływa na pole magnetyczne Słońca i, być może, pokrywę chmur na Ziemi. Plamy na Słońcu wpływają także na promieniowanie w dalekim ultrafiolecie i związane z tym promieniowaniem tworzenie się ozonu. W ostatnich 1000 lat minimalna liczba plam na Słońcu związana była z gwałtownym oziębianiem (Minimum Daltona, Maundera, Spörera).

### Wpływ na chmury
W przeszłości i obecnie rozpatrywano możliwość, że fluktuacje stałej słonecznej wpływają na inne efekty atmosferyczne. W myśli jednej z hipotez zmiany aktywności Słońca wpływające na jego magnetosferę, która osłania Ziemię przed promieniowaniem galaktycznym, powodują zmiany w ilości promieniowania kosmicznego docierającego do atmosfery, co z kolei miałoby powodować zmiany w tempie formowania się jąder kondensacji i w rezultacie – zachmurzeniu. Kolejne analizy danych satelitarnych i wyników eksperymentu CLOUD pokazały jednak, że wpływ promieniowania kosmicznego na aerozol atmosferyczny jest za mały, by powodować zauważalne zmiany w zachmurzeniu i klimacie.